# Guraleus flavescens
Guraleus flavescens é uma espécie de gastrópode do gênero Guraleus, pertencente a família Mangeliidae.